# Schneepflug Bauart Meiningen

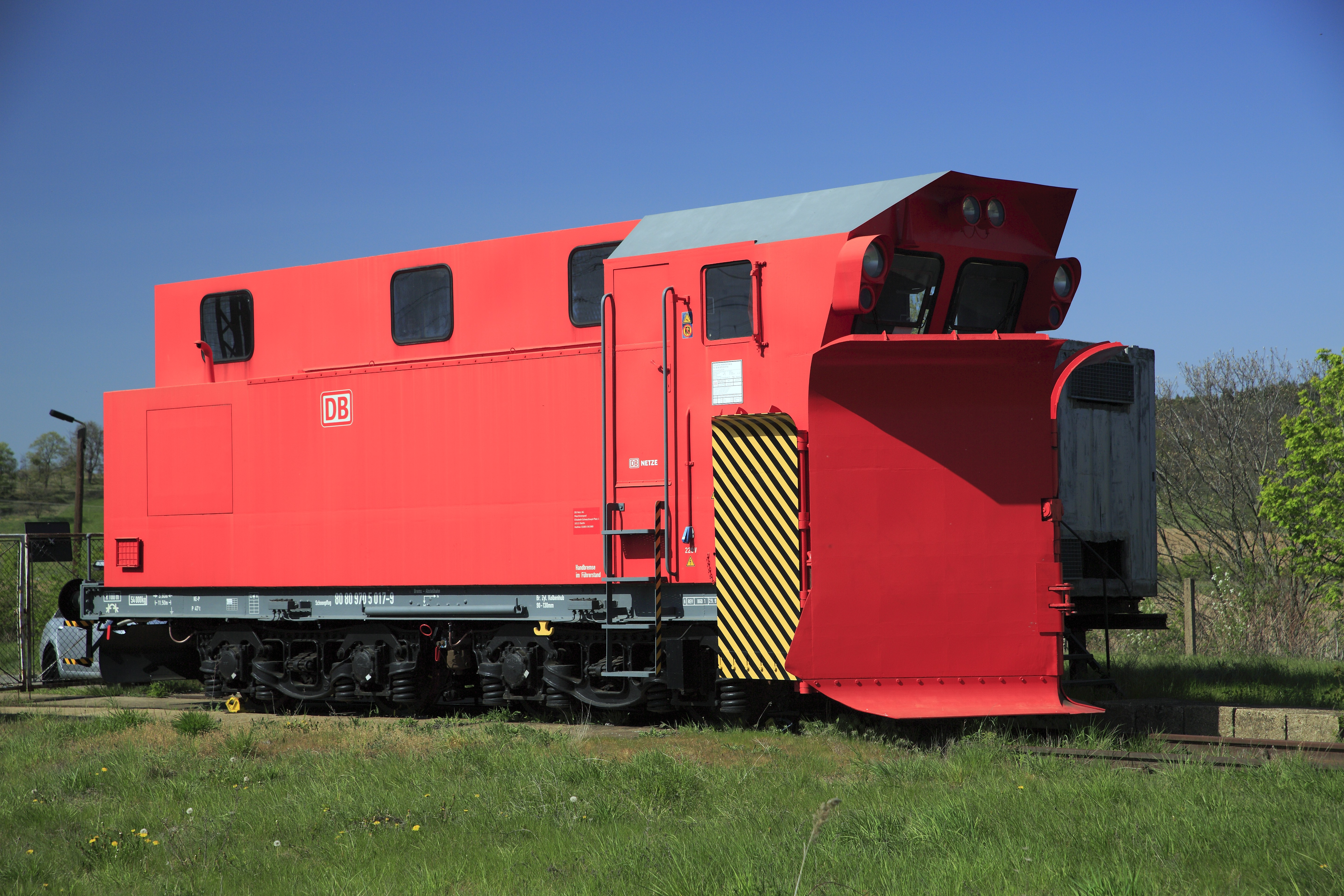
Schneepflug Meiningen W in Blankenburg

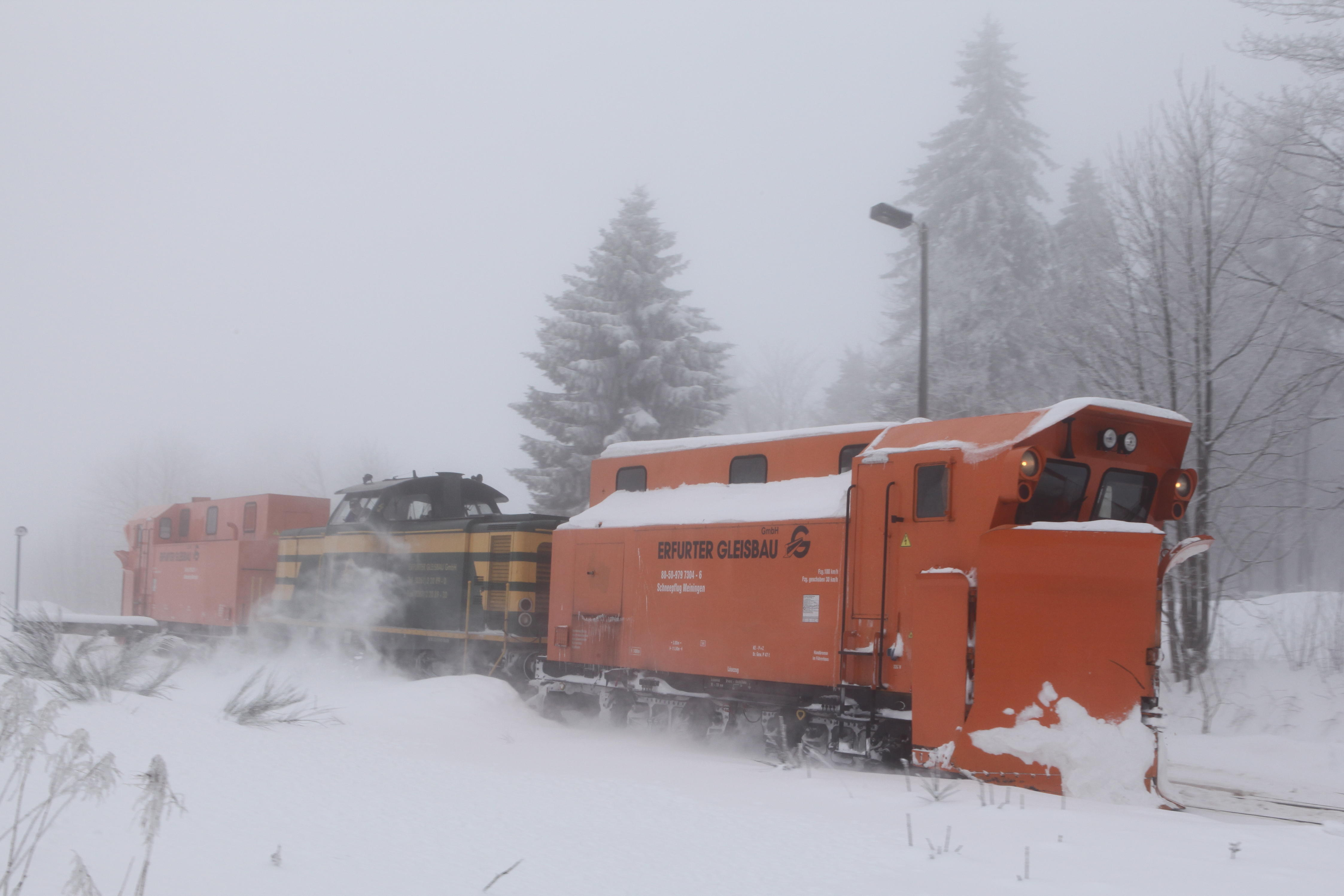
Schneepflug Meiningen im Einsatz bei Ernstthal

Die Schneepflüge der Bauart Meiningen sind Bahndienstfahrzeuge, die von der Deutschen Reichsbahn zur Räumung von Schnee und Schneeverwehungen im Gleisbereich beschafft wurden. Diese Schneepflüge nennt man entsprechend ihrem Konstruktionsprinzip auch Klima-Schneepflug – nach Rudolf Klima, einem österreichischen Konstrukteur und Erfinder. Die Klima-Schneepflüge sind in der Lage, Schnee mit einer Höhe bis zu 1,50 Meter zur Seite zu räumen.

## Geschichte
Die Schneepflüge der Bauart Meiningen wurden von 1968 bis 1981 gebaut. Die Fertigung der ersten vier Pflüge erfolgte noch im Reichsbahnausbesserungswerk (Raw) Halberstadt, alle weiteren im Raw Meiningen, dem heutigen Dampflokwerk Meiningen. Die erste Serie umfasste 50 Fahrzeuge, die später zur Unterscheidung die Bezeichnung „Schneepflug Meiningen“ erhielten. Die zweite, ab 1978 gebaute, verbesserte Serie von 55 Fahrzeugen erhielt die Bezeichnung „Schneepflug Meiningen W“ (W für Wechselsprechanlage).
104 Schneepflüge wurden 1994 in die Deutsche Bahn AG eingebracht. Die Pflüge erhielten von der Deutschen Bahn die Baureihennummer 855.
Um den Einsatzradius zu vergrößern und den Bestand zu reduzieren, baute die DB AG 30 Fahrzeuge um. Dabei wurde u. a. die Höchstgeschwindigkeit von 50 auf 100 km/h erhöht. Zur Unterscheidung bekamen die umgebauten Fahrzeuge die Baureihenbezeichnung 856.
1999 waren davon nur noch 30 Fahrzeuge im Bestand, darunter auch zwei der ersten Bauserie. Zahlreiche dieser Schneepflüge wurden an Privatbahnen verkauft.

## Konstruktionsmerkmale
Der Meiningen-Pflug ist ein Einrichtungsschneepflug, ist also nicht auf dem Fahrgestell drehbar. Er verfügt über keinen eigenen Antrieb, sondern ist auf eine Schiebelokomotive angewiesen. Als Fahrgestell dienen Rahmen und Drehgestelle ausgemusterter Schlepptender des Typs 2’2’ T32. Die Fahrzeuge sind 11,50 m lang. Durch mitgeführten Betonballast wird die Masse des Schneepflugs auf 54 Tonnen gebracht. Das Betriebskuppelende ist mit Seitenpuffern und Schraubenkupplung ausgerüstet, durch den Einheitszugkasten sind die Schneepflüge auf den Einbau einer starren Mittelpufferkupplung vorbereitet.
Die Pflugschare sind nach dem von Rudolf Klima entwickelten Prinzip konstruiert (senkrecht stehende Schare, in Grundstellung keilförmig zur zweiseitigen Räumung, ausschwenkbar zur einseitigen Räumung), mit Seitenräumflügeln. Zusätzlich ist ein keilförmiger Spurinnenräumer vorhanden. Die Bewegung der Pflugschare erfolgt über Druckluftzylinder. Die Druckluftanlage wird von der Lokomotive gespeist, die Versorgung kann wahlweise aus der Hauptluftbehälterleitung (10 bar) oder aus der Hauptluftleitung (5 bar) erfolgen. Wenn ein Triebfahrzeug ohne Lufttrocknungsanlage zum Einsatz kommt, muss auf dem Schneepflug Alkohol in die Druckluftanlage gegeben werden, um ein Einfrieren des dann vermehrt ausfallenden Kondensats zu vermeiden.
Zur Versorgung diverser elektrischer Verbraucher ist ein 110-Volt-Gleichstrom-Bordnetz vorhanden, das von einem dieselbetriebenen Generator gespeist wird. Alternativ kann Fremdstrom eingespeist werden. Unter anderem die Lokomotiven der DR-Baureihe V 100 waren dafür ausgerüstet. An der Pflugschar ist eine Kuppelöse vorhanden, in die eine Notkupplung zum Abschleppen von S-Bahn-Triebwagen oder eine Kuppelstange eingehängt werden kann, so dass ein Schneepflug Bauart Meiningen auch von der Frontseite her bewegt werden kann. Die Kuppelstange wird bei Nichtbenutzung auf der rechten Seite zwischen den Drehgestellen am Langträger aufbewahrt.
An den Führerstand des Schneepflugs schließt sich ein kleiner Aufenthaltsraum für das Personal an, dahinter folgt der Raum für das Stromaggregat. Die Besatzung des Schneepflugs besteht aus mindestens zwei Personen: Ein Schneepflugbediener und ein Arbeitszugführer. Bei drohender Gefahr kann vom Führerstand des Schneepflugs die Hauptluftleitung entlüftet werden und somit eine Bremsung des Gespanns eingeleitet werden.
Auf den Pflügen der ersten Serie wurden die Fahrbefehle über eine am der Lokomotive zugewandten Ende angebrachte Lichtsignalanlage übermittelt. Diese konnte die gewünschte Fahrgeschwindigkeit zwischen 10 und 50 km/h mit fünf Lampen signalisieren, zusätzlich konnten „Achtung!“ und „Halt!“ signalisiert werden. Ihre Grenzen erreichte die Lichtsignalanlage, wenn der Schneepflug beispielsweise zurückgesetzt werden musste. Solche Aufträge mussten mündlich überbracht werden.

## Bauart Meiningen W
Die zweite Bauserie wurde auf Grund von Einsatzerfahrungen in einigen Punkten verbessert. Namensgebend war die neu hinzugekommene Wechselsprechanlage, mit der eine Kommunikation mit dem Triebfahrzeugführer möglich wurde. Sie ersetzte die Lichtsignalanlage.
Ab den 1990er Jahren wurde die Höchstgeschwindigkeit bei einigen Pflügen jedoch wieder auf 50 km/h begrenzt. Weitere Verbesserungen betrafen den Einbau eines zweiten Generatorsatzes und eines zweiten Arbeitsscheinwerfers.